# Atheris
Atheris je rod zmijí, žijících v subsaharské Africe, včetně částí jihu Afriky. Jedná se především o stromové hady, kteří málokdy přesáhnou velikost 80 cm, většinou však méně. Jejich jed není příliš silný, ale uštknutí nelze podceňovat.

## Zástupci
Rod obsahuje 8 druhů:
- Atheris anisolepis
- Atheris hirsuta
- Atheris ceratophora
- Atheris chlorechis
- Atheris desaixi
- Atheris hispida
- Atheris katangensis
- Atheris nitschei
- Atheris squamigera